# Filipa de Hainault
Filipa de Hainault (în franceză Philippe d'Avesnes; n. 24 iunie 1314, Valenciennes, Țările de Jos de Sud, Franța – d. 15 august 1369, Windsor and Maidenhead, Berkshire, Regatul Angliei) a fost regină consoartă prin căsătoria cu regele Eduard al III-lea al Angliei. 

## Biografie
Căsătoria Filipei cu Eduard a fost inițiată de Isabella, regina Angliei, care dorea să întărească monarhia engleză după rebeliunea desfășurată împotriva soțului ei, Eduard al II-lea. Alianța dintre Franța și Anglia a ajutat-o să finanțeze invazia Angliei și să consolideze poziția lui Eduard al II-lea ca moștenitor al tronului. Deoarece atât Filipa cât și soțul ei erau descendenți direcți ai regelui Filip al III-lea al Franței, regina Isabella spera să întărească poziția Angliei ca pretendentă a tronului francez. Nașterea primului fiu, Eduard de Woodstock, în 1330 a stabilit o uniune solidă a celor două puternice familii.
Viitorul ei soț al Filipei, ducele Eduard de Guyenne, a promis în 1326 să o ia în căsătorie în următorii doi ani. Ei s-au căsătorit prin procură. Eduard l-a trimis în octombrie 1327 pe episcopul de Coventry „pentru a se căsători cu ea în numele său” la Valenciennes (al doilea oraș ca importanță din Hainaut). Căsătoria a fost celebrată la York Minster la 24 ianuarie 1328, câteva luni după ascensiunea lui Eduard la tronul Angliei. În august 1328 zestrea Filipei a fost dublată așa cum Eduard a confirmat într-un document.
Filipa a acționat ca regentă în câteva ocazii când soțul ei era departe de regat și l-a însoțit adesea în expedițiile sale în Scoția, Franța și Flandra. Ea a câștigat popularitate demonstrând bunătate și compasiune în 1347 când l-a convins pe regele Eduard să cruțe viața burghezilor din Calais. 
Cel mai mare dintre cei 14 copii ai ei a fost Eduard, supranumit „Prințul Negru”, care a devenit un renumit lider militar. Moartea Filipei la vârsta de 55 de ani a fost provocată hidropizie. The Queen's College Oxford a fost fondat în onoarea ei.

## Descendenți
Din căsătoria cu regele Eduard al III-lea al Angliei au rezultat următorii copii:
- Eduard de Woodstock, prinț de Wales și de Aquitania (15 iunie 1330 – 8 iunie 1376), a murit inaintea tatălui său; titlul de „Prinț de Wales” nu a fost primit de următorul fiu ci regele Eduard a decis să-l numească moștenitor pe nepotul său, Richard al II-lea, fiul lui Eduard de Woodstock;
- Isabella (16 Iunie 1332 – 5 octombrie 1382); s-a căsătorit cu lordul Enguerrand al VII-lea de Coucy; a avut urmași;
- Ioana (19 decembrie 1333/28 Ianuarie 1334 – 1 Iulie 1348); a murit timpuriu;
- William de Hatfield (1337–1337); a murit prematur;
- Lionel de Antwerp, duce de Carence (29 noiembrie 1338 – 17 octombrie 1368); Jane Seymour a fost o descendentă a acestuia;
- Ioan de Gaunt, (6 martie 1340 –  3 februarie 1399), duce de Lancaster; fiul său, Henric, a devenit rege al Angliei;
- Edmund de Langley (5 iunie 1341 – 1 august 1402), a fost primul Duce de York; strănepotul său  a fost Eduard al IV-lea al Angliei;.
- Blanche (1342–1342) a murit curând după naștere;
- Mary de Waltham,  (10 octombrie 1344 – septembrie1361) ducesă de Brittania; s-a căsătorit cu John al IV-lea, duce de Brittania; nu a avut copii;
- Margareta a Angliei,  (20 iulie 1346 – octombrie/decembrie 1361); s-a căsătorit cu John Hastings, conte de Pembroke;
- Thomas de Windsor (1347–1348); a murit tânăr de ciumă;
- William de Windsor (1348–1348);
- Thomas de Woodstock (7 ianuarie 1355 – 8/9 septembrie 1397) duce de Gloucester; nepotul său, Thomas Bourchier, a devenit cardinal.